# Arthur Duffey
Arthur Duffey – (ur. 14 czerwca 1879 w Roxbury, zm. 25 stycznia 1955 w Bostonie) – amerykański lekkoatleta, olimpijczyk z Paryża 1900 specjalizujący sie w biegach krótkich. 
Na igrzyskach olimpijskich w Paryżu awansował do finału wygrywając wcześniejsze biegi eliminacyjne. W finale został zdyskwalifikowany z powodu kontuzji.